# Sirosław
Sirosław, Sierosław – staropolskie imię męskie, złożone z dwóch członów: Siro- ("pozbawiony czegoś") i -sław ("sława"). Mogło oznaczać "pozbawiony sławy".
Żeński odpowiednik: Sirosława.
Sirosław imieniny obchodzi 3 października.